# Castorano
Castorano är en ort och kommun i provinsen Ascoli Piceno i regionen Marche i Italien. Kommunen hade 2 315 invånare (2018).